# Ian Callaghan
Ian Robert Callaghan MBE (Liverpool, 10 april 1942) is een Engels voormalig betaald voetballer die als middenvelder uitkwam, meestal op de rechtervleugel. Callaghan is de speler met de meeste wedstrijden in het eerste elftal van het Engelse Liverpool op zijn naam (857). Hij werd vijfmaal Engels landskampioen, won tweemaal de Europacup I, tweemaal de UEFA Cup, eenmaal de Europese Supercup en tweemaal de FA Cup. 
Als international bereikte Callaghan het allerhoogste. In 1966 wist hij op zijn 24ste met het Engels voetbalelftal het WK voetbal te winnen. Op het toernooi kwam Callaghan niet in actie.

## Biografie

### Liverpool (1959–1978)

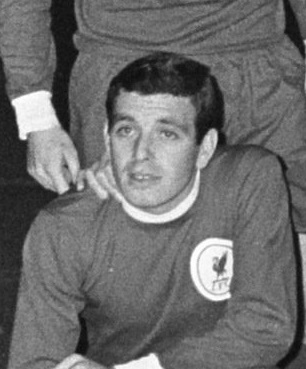
Callaghan bij Liverpool in 1966

Callaghan is, wat eremetaal betreft, samen met Phil Neal een van de meest gedecoreerde spelers in de geschiedenis van Liverpool. Hij debuteerde in 1959 in het eerste elftal, op zestienjarige leeftijd. In 1962 bracht hij Liverpool met promotie van de Football League Second Division naar de Football League First Division, wat sindsdien niet meer is veranderd. 
Na de promotie van 1962 heeft Callaghan het palmares van de club uitgebreid met onder meer vijf landstitels en vijf Europese bekers. Callaghan was een van de Liverpool-spelers die Club Brugge achtereenvolgens versloeg in de finale van de UEFA Cup (1976) en de Europacup I (1978). Hij was in die tijd al de meest ervaren speler. Twee seizoenen na de promotie naar de hoogste klasse volgde reeds een landstitel voor Callaghan. De middenvelder was een steunpilaar in een elftal met (voormalig) clubtopschutter Roger Hunt en aanvoerder en verdediger Ron Yeats. Callaghan verliet Liverpool in 1978, op 36-jarige leeftijd en na 19 seizoenen.

### Latere carrière
Van 1978 tot 1981 was Callaghan tot zijn veertigste actief in de Verenigde Staten (Fort Lauderdale Strikers), Wales (Swansea City), Australië (Canberra City) en ten slotte opnieuw in Engeland (Crewe Alexandra). 

## Erelijst
| Competitie                      |           |                                             |
| Competitie                      | Aantal    | Jaren                                       |
| Liverpool                       | Liverpool | Liverpool                                   |
| ------------------------------- | --------- | ------------------------------------------- |
| Football League First Division  | 5×        | 1963/64, 1965/66, 1972/73, 1975/76, 1976/77 |
| Football League Second Division | 1×        | 1961/62                                     |
| FA Cup                          | 2×        | 1964/65, 1973/74                            |
| FA Charity Shield               | 6×        | 1964, 1965, 1966, 1974, 1976, 1977          |
| Europacup I                     | 2×        | 1976/77, 1977/78                            |
| UEFA Cup                        | 2×        | 1972/73, 1975/76                            |
| Europese Supercup               | 1×        | 1977                                        |
| Engeland                        |           |                                             |
| Wereldkampioenschap voetbal     | 1×        | 1966                                        |